# Port Augusta
Port Augusta és una petita ciutat d'Austràlia del Sud. És un port marítim i també un nus de comunicacions important (carreteres i ferrocarril). Està situada al Golf de Spencer, a uns 322 quilòmetres al nord d'Adelaida (Austràlia), la capital de l'estat.
Tenia una població de 14.214 habitants el juny de 2015.
És un port natural, que va ser descobert el 24 de maig de 1852 per Alexander Elder (germà de Thomas Elder) i John Grainger. Va rebre el nom de'Augusta Sophia, Lady Young, esposa del governador de South Australia, Sir Henry Edward Fox Young.

## Clima
Port Augusta té un clima desèrtic càlid (classificació de Köppen BWh).
| Dades climàtiques a Port Augusta   | Dades climàtiques a Port Augusta | Dades climàtiques a Port Augusta | Dades climàtiques a Port Augusta | Dades climàtiques a Port Augusta | Dades climàtiques a Port Augusta | Dades climàtiques a Port Augusta | Dades climàtiques a Port Augusta | Dades climàtiques a Port Augusta | Dades climàtiques a Port Augusta | Dades climàtiques a Port Augusta | Dades climàtiques a Port Augusta | Dades climàtiques a Port Augusta | Dades climàtiques a Port Augusta |
| Mes                                | gen                              | febr                             | març                             | abr                              | maig                             | juny                             | jul                              | ag                               | set                              | oct                              | nov                              | des                              | anual                            |
| ---------------------------------- | -------------------------------- | -------------------------------- | -------------------------------- | -------------------------------- | -------------------------------- | -------------------------------- | -------------------------------- | -------------------------------- | -------------------------------- | -------------------------------- | -------------------------------- | -------------------------------- | -------------------------------- |
| Màxima rècord °C (°F)              | 47.9 (118.2)                     | 48.1 (118.6)                     | 43.1 (109.6)                     | 38.7 (101.7)                     | 32.2 (90)                        | 27.0 (80.6)                      | 26.9 (80.4)                      | 32.8 (91)                        | 38.2 (100.8)                     | 42.9 (109.2)                     | 46.3 (115.3)                     | 47.2 (117)                       | 48.1 (118.6)                     |
| Màxima mitjana °C (°F)             | 34.3 (93.7)                      | 33.3 (91.9)                      | 30.4 (86.7)                      | 26.7 (80.1)                      | 21.7 (71.1)                      | 17.9 (64.2)                      | 17.7 (63.9)                      | 20.1 (68.2)                      | 23.9 (75)                        | 27.1 (80.8)                      | 30.5 (86.9)                      | 32.2 (90)                        | 26.3 (79.3)                      |
| Mínima mitjana °C (°F)             | 19.4 (66.9)                      | 18.9 (66)                        | 16.5 (61.7)                      | 13.0 (55.4)                      | 8.9 (48)                         | 6.2 (43.2)                       | 4.7 (40.5)                       | 5.3 (41.5)                       | 8.4 (47.1)                       | 11.7 (53.1)                      | 15.6 (60.1)                      | 17.2 (63)                        | 12.2 (54)                        |
| Mínima rècord °C (°F)              | 11.7 (53.1)                      | 10.0 (50)                        | 6.6 (43.9)                       | 4.2 (39.6)                       | −1.9 (28.6)                      | −4.0 (24.8)                      | −4.1 (24.6)                      | −4.5 (23.9)                      | 0.0 (32)                         | 2.2 (36)                         | 6.9 (44.4)                       | 7.7 (45.9)                       | −4.5 (23.9)                      |
| Precipitació mitjana mm (polzades) | 12.5 (0.492)                     | 17.5 (0.689)                     | 16.4 (0.646)                     | 17.9 (0.705)                     | 17.2 (0.677)                     | 26.0 (1.024)                     | 17.6 (0.693)                     | 15.6 (0.614)                     | 19.7 (0.776)                     | 16.1 (0.634)                     | 19.4 (0.764)                     | 22.6 (0.89)                      | 214.1 (8.429)                    |
| Font: Bureau of Meteorology        |                                  |                                  |                                  |                                  |                                  |                                  |                                  |                                  |                                  |                                  |                                  |                                  |                                  |